# Puerta de fortificación

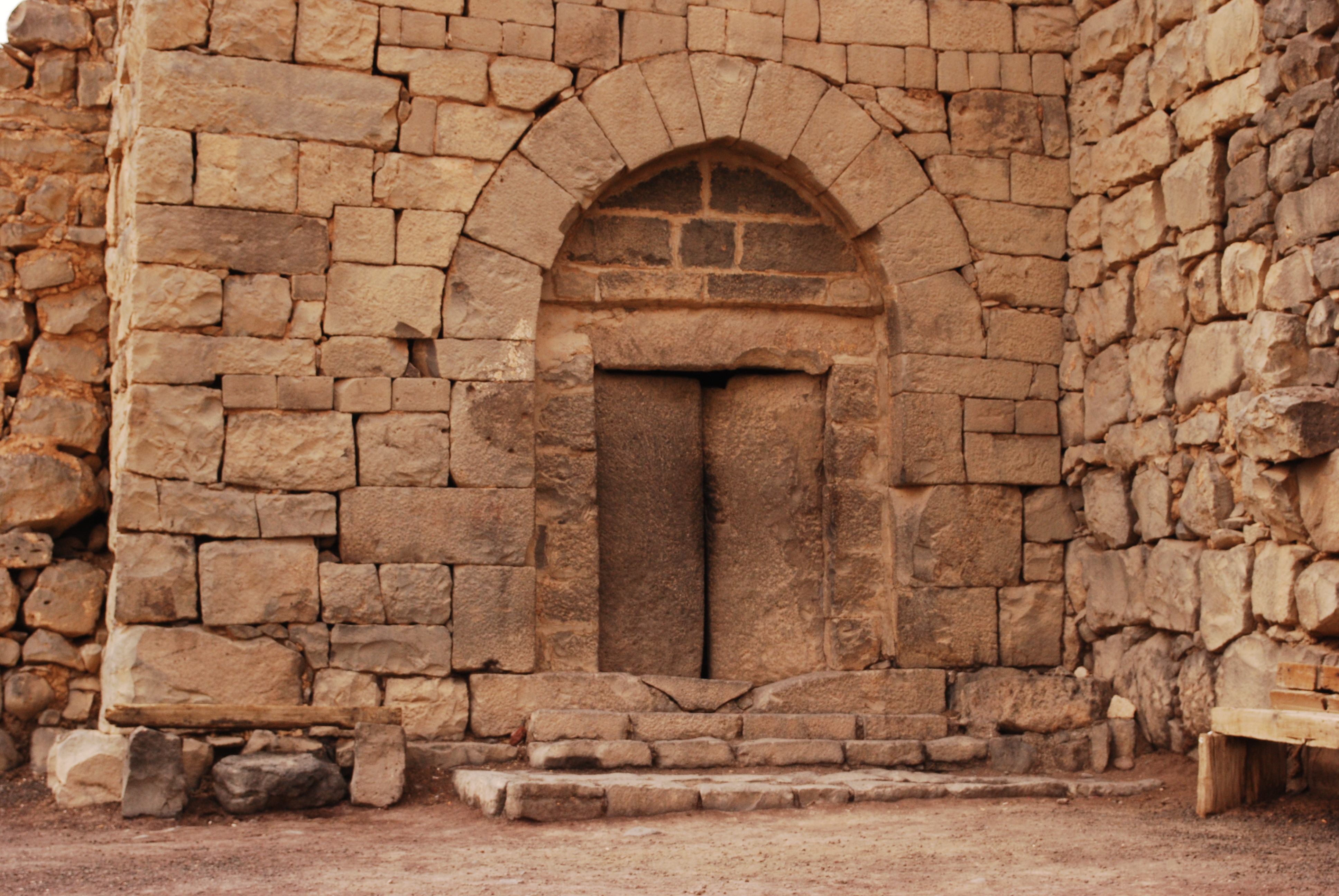
Puerta de piedra a Qasr al Azrak.

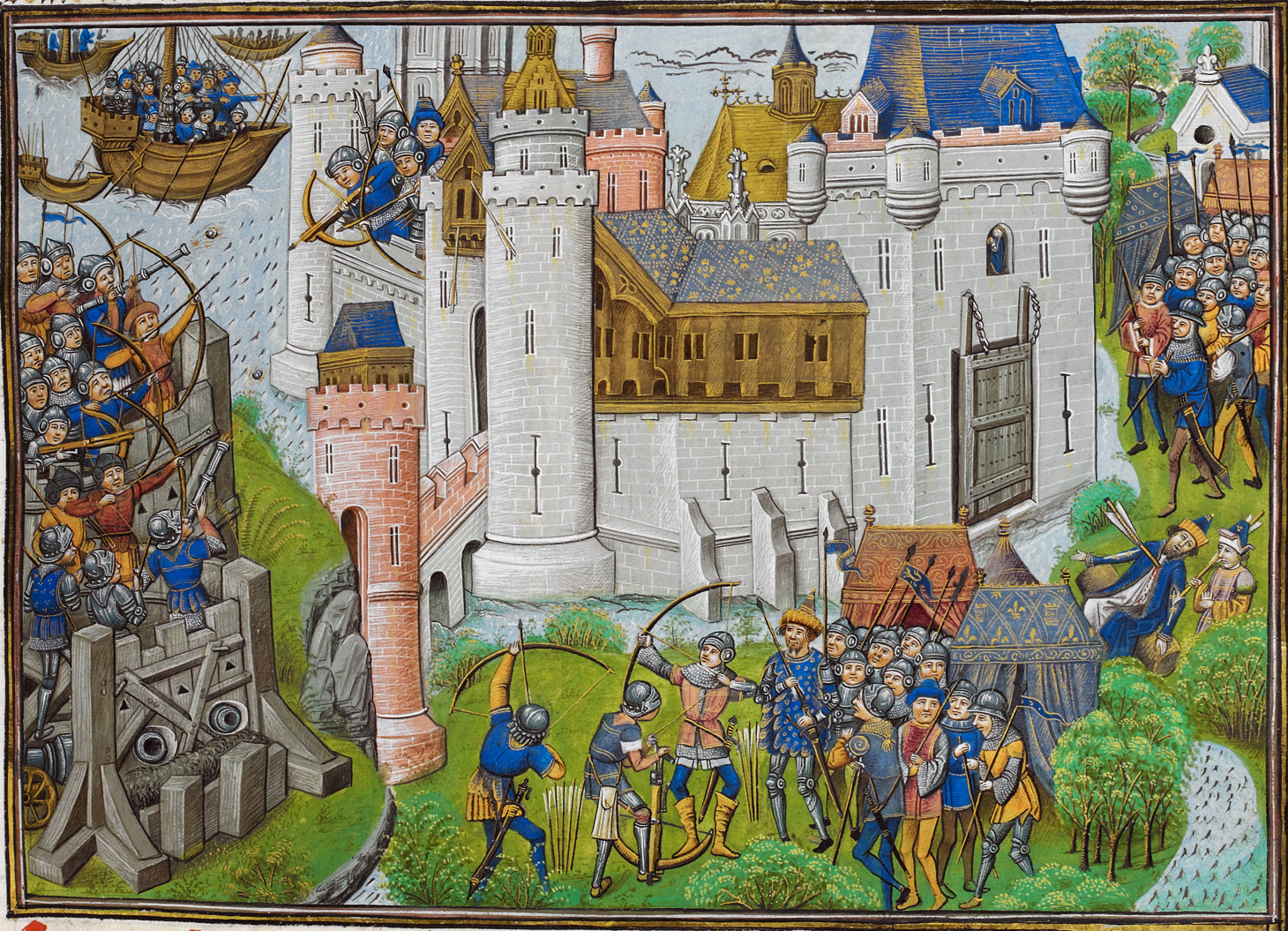
Asedio de Mortagne. Ved puente levadizo cercado.

En el contexto de las edificaciones militares, una puerta de fortificación indica el conjunto formado por una abertura de paso y el elemento que permite cerrar y abrir esta abertura. La función de una puerta de fortificación es parecida a l de una puerta de un hogar o edificio no militar. La diferencia principal consiste en las dimensiones, los materiales y la disposición. Una puerta de fortificación es más resistente y más difícil de forzar que una puerta normal.
El concepto de puerta fortificada es diferente. Una puerta fortificada es una puerta de fortificación que consta de elementos arquitectónicos de protección adicionales.
Las clásicas funciones de una puerta de fortificación (dificultar la entrada a una muralla, a un castillo, a una catedral, a un monasterio...) se pueden extender a las puertas reforzadas o acorazadas instaladas en edificios no fortificados pero sí de paredes bastante sólidas.

## Descripción
En un edificio fortificado puede haber dos tipos de puertas:
- la puerta principal
- la puerta o puertas secundarias

### Elementos arquitectónicos
La parte arquitectónica de una puerta está definida por los elementos que limitan el espacio de paso o que son esenciales para la estabilidad de la estructura. Una puerta es una parte vacía del muro y hay que reforzar los lados y la parte superior para distribuir los esfuerzos sobre el conjunto.

#### Puertas rectangulares
- Umbral o paso de la puerta: parte inferior horizontal constituida por una pieza de piedra o de madera que suele ir un nivel más alto que el suelo exterior de la casa
- Jambas: gruesos verticales de pared que hay a ambos lados de la puerta.
- Dintel: Madera o piedra travessera horizontal que descansa sobre las dos jambas de una puerta y descarga la pared superior.

#### Puertas no rectangulares
En algunas puertas primitivas, sustituyendo o complementando el dintel, había un arco triangular o esglaonat.

#### Puertas con arco superior
Una de las formas típicas de una puerta de fortificación es la que consta de un arco superior.

### Elementos de cierre

#### Partes móviles
El elemento de cierre principal puede constar de una o dos piezas móviles (hojas o batientes), construidas de materiales resistentes y dispuestas de forma que la puerta de paso pueda permanecer abierta o cerrada.

#### Partes fijas
La puerta de cierre puede actuar directamente o montarse en un bastimento.
- Las puertas primitivas podían girar sobre dos pernos de madera que definían un eje de giro vertical y que iban alojados en unos espacios vacíos denominados quicios. Inicialmente había quicios de piedra. En épocas posteriores los pernos o los quicios podían ser de bronce u otros metales o aleaciones. Estas puertas primitivas no necesitaban bastimento.

En muchos casos, las puertas fortificadas se montaban en un bastimento. El bastimento es la parte del conjunto de cierre que va anclada en el muro y que soporta la parte fija de las bisagras. En la forma más sencilla un bastimento solo consta de los montantes, dos piezas verticales (generalmente de madera) muy encajadas en los muros. La parte superior del bastimento puede sido cerrada por una pieza horizontal (dintel o cierre). También hay bastimentos formados por un marco cerrado del todo, con los dos montantes, un dintel y un umbral; con todas las piezas unidas entre sí. Estas piezas pueden estar reforzadas con escuadras o no. La forma externa de un bastimento puede ajustarse a un rectángulo o disponer de extensiones de anclaje.

#### Bisagras
En sentido genérico, las bisagras son los elementos que permiten el movimiento relativo entre la puerta de cierre (móvil) y el marco (inmóvil).
- Una bisagra, propiamente dicha, es una pieza articulada de dos brazos que no se puede desmontar. Uno de los brazos se une al batiente y el otro al marco.
- En el habla coloquial, también se denominan bisagras el conjunto formado por dos pernos y dos quicios.
- De manera parecida, hay bisagras formadas por dos piezas desmontables. Una pieza hembra y una pieza macho destinadas a funcionar como golfos u galfons de una puerta (dos golfos o más por batiente). La parte macho se monta a la parte fija (montando o subiendo) con el perno mirando hacia arriba. La parte hembra se monta al batiente. Esta disposición permite desmontar el batiente sin tener que desmontar el golfo. Un golpe montado el batiente, el propio peso de la pieza determina una posición estable.

## Cerraduras y sistemas de seguridad
Las primeras puertas se aseguraban desde el interior. Un sistema de bloqueo típico consistía en una o dos barras o bernats. (Un bernat va encajado horizontalmente a los muros o montantes y, a menudo, también a la puerta. Puede ser desmontado directamente o haciéndolo deslizar o girar). Una puerta vallada (con la barra o bernat posado) queda muy cerrada y no se puede abrir (sin violencia o artificio) desde el exterior. También se posible reforzar el bloqueo con barras dispuestas a una 45 grados, que vayan desde la puerta en el tierra y con los extremos reposando en ensambladuras adecuadas.
- Ejemplo: en la Puerta de los Leones de Micenes se pueden observar dos agujeros en uno de las jambas de piedra (veáis imagen ampliada) destinados a alojar el extremo de las barras de cierre.

El tratado de Eneas Táctico indica estratagemas para abrir (con la colaboración de un traidor) la puerta de una muralla. Aparentemente, estas estratagemas se basan en la existencia de un seguro que trababa la barra de seguridad un golpe cerrada.
Otro sistema de cierre desde el interior es el que se basa en los cerrojos.
A diferencia de un fortificación, que (por su función) tiene que disponer de una guardia permanente (que puede cerrar la puerta desde dentro), una casa particular puede quedarse sin ningún ocupante. Había que encontrar un sistema que permitiera cerrar la puerta y abrirla desde el exterior. Este fue el origen de la clave.
- Una obra del año 1831 (Augustin Calmet y Henri François de Vence. Sagrada Biblia: en latín y español, cono notas literales, críticas e históricas, prefacios y disertaciones) explica con cierto detalles varias variantes de cerraduras antiguas.
  - Es interesante de constatar la existencia de cerraduras antiguas que, un golpe cerrados desde el exterior, no podían abrirse desde el interior.

### Grado de protección
El grado de protección de una simple puerta es limitado. Un posible asaltante podría reventar una puerta con cierta facilidad (disponiendo de las herramientas adecuadas o de máquinas de guerra especializadas). Por este motivo, las puertas de un edificio fortificado estaban situadas en un lugar protegido con defensas activas (según el concepto de puerta fortificada).
- Otra solución era disponer dos o tres puertas seguidas. Una a continuación de la otra y separadas por pasillos o aposentos con defensas activas. Si los atacantes pasaban de la primera puerta, los defensores podían contraatacar en condiciones de gran superioridad.

#### Accesorios y complementos
Formando parte del sistema leva/cierre podía haber elementos complementarios destinados a impedir o dificultar el paso de personas no deseadas. Algunos de los elementos son los siguientes:
- Rastrillo
- Puerta con reja
- Puente levadizo

## Mecánica
Considerando el caso de una puerta con un único batiente, el análisis de las fuerzas implicadas en su funcionamiento permite comprobar las tensiones de todos los elementos que intervienen.

### Fuerzas y momentos
En posición de reposo, con el batiente abierto o cercado, la única fuerza es el peso del batiente. Este peso se tiene que sostener de alguna manera.
Esta fuerza se considera aplicada en el centro de gravedad del batiendo que, al estar separado del eje de giro y apoyo, provoca un momento que también hay que contrarrestar.

#### Sistema de quicios
El peso es soportado por el quicio inferior. El momento se reparte entre el quicio superior (con una fuerza de tracción) y el quicio inferior (con una fuerza de compresión).

#### Sistema de goznes
En teoría el peso se reparte entre los goznes. A la práctica solo hay un que trabaja. El de arriba o el de bajo, en función de las dimensiones relativas del batiente y de los goznes. Era frecuente que cada gozne reposara sobre una aro intermedio.

#### Sistema de bisagras
Similar a los sistemas anteriores.

## Ejemplos históricos

Sansón cargando las puertas de Gaza.

Todo y la gran importancia de las puertas en las fortificaciones, la documentación directa es bastante escasa. Hay algunos hallazgos arqueológicos (de consulta especializada y difícil), descripciones escritas (muy generales y dispersas en obras muy diversas) y algunos documentos gráficos (con un grado de precisión discutible). A continuación se ofrece una muestra aleatoria, ordenada cronológicamente, sobre puertas de fortificación.
- 2500 a. C. En la Epopeya de Gilgamesh, Enkidu y Gilgamesh cortan un cedro enorme y Enkidu hace una gran puerta para los dioses, en el santuario de Enlil en Nippur.
  - A pesar de que se trata de un relato legendario, es difícil no relacionar la puerta simbólica con una puerta como las que había a la muralla de la ciudad de Uruk.[5][6][7]
- 800 a. C. La antigua ciudad de Tebas (Grecia) tenía siete puertas.[8]
  - Ilíada.[9][10]
  - 467 a. C. En la obra de Esquilo Los siete contra Tebas, las siete puertas de la ciudad son protagonistas principales.
- ¿750 a. C.? En la Odisea de Homero hay una par de referencias a puertas.
  - La puerta del palacio de Odisseu. Un palacio rodeado de una muralla con almenas, con una puerta que podría resistir un asedio.[11]
  - Las puertas de la sala de los banquetes, trabadas con una cuerda de papiro.[12]
- 587 a. C. Nabucodonosor II . Conquista de Jerusalén. Detalles de las murallas y puertas.[13]
- 550 a. C. El Templo de Àrtemis a Efes tenía una puerta de dos batientes monumental, hecho de madera de ciprés.[14][15][16]
- 540 a. C. Las puertas de Babilonia.[17][18]
- 362 a. C. Eneas Táctico.[19][20]
- c300 a. C. Teofrast mencionaba la madera de olmo para hacer puertas preciadas. Y la misma madera para hacer pernos y quicios de puertas.[21][22][23]
- 2 a. C. Ovidi, en su obra Ars Amatoria, menciona la forma del cierre de las puertas en caso de asedio.[24][25]
  - El retorno o restoble de los versos ("Excute poste seram": "Saca la barra del montante") indica que las puertas se aseguraban con una barra horizontal apretón de manos a la puerta y a las paredes o montantes de la entrada.[26]

### Era Cristiana

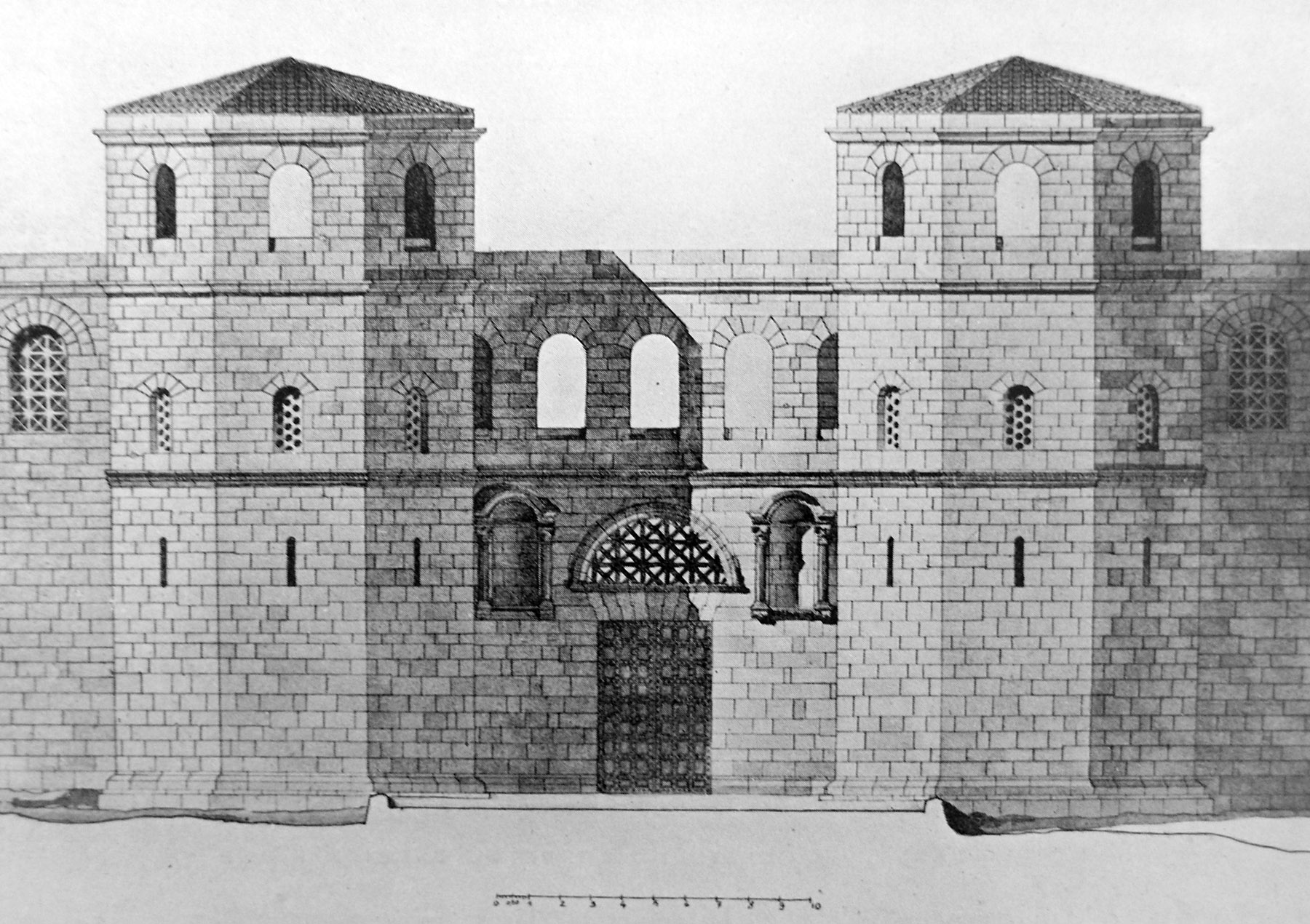
Reconstrucción idealizada de la Puerta Férrea de Split.

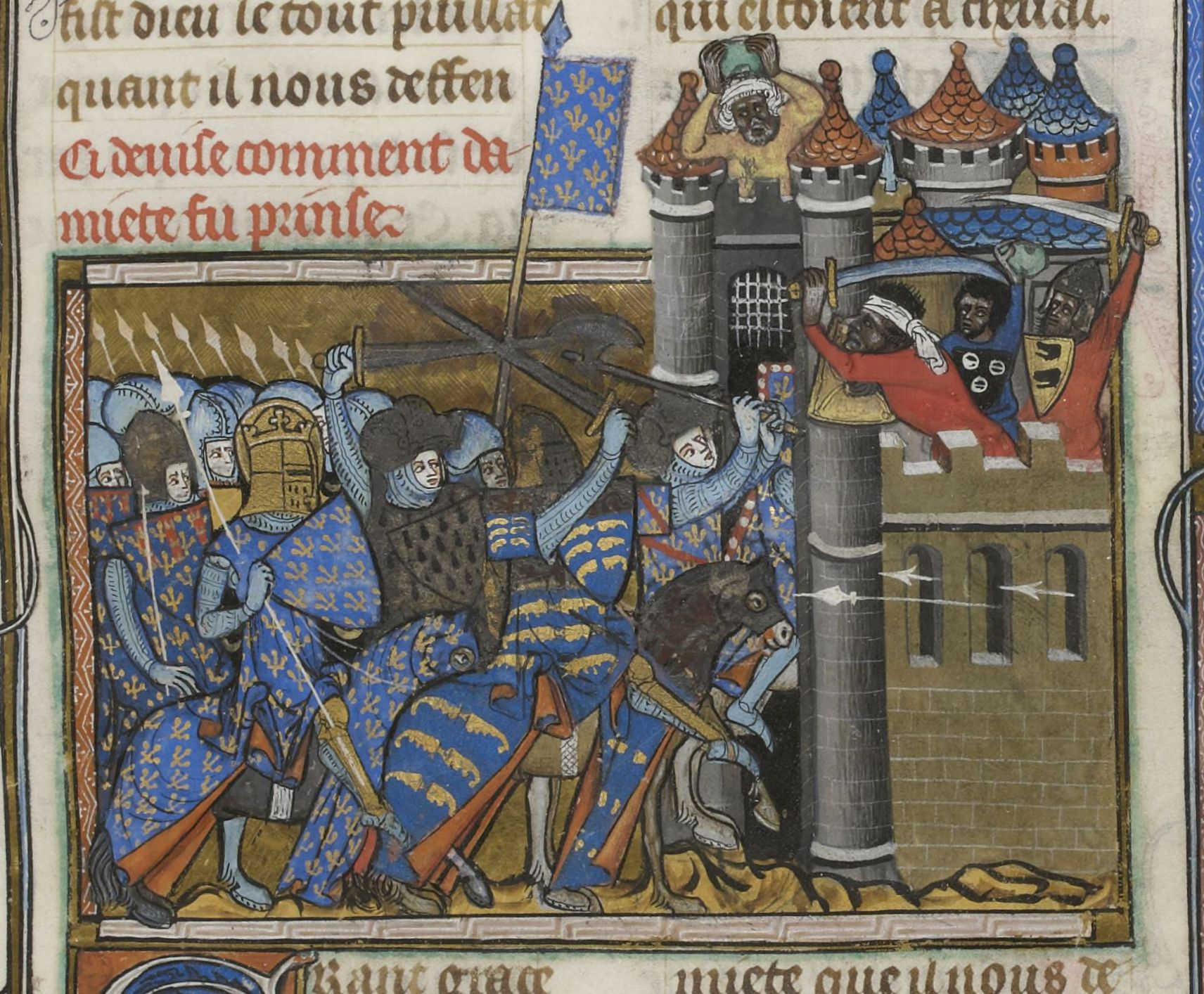
Presa de Damieta. Miniatura de la vida de Lluís IX de Francia.

- 997. Almanzor saqueó Santiago de Compostela e hizo llevar las campanas y las puertas hacia Córdova por prisioneros cristianos.[28]
- 1147. Según la leyenda, después de la Cruzada de a el-Mariyya, las puertas de un portal de la ciudad conquistada fueron transportadas a Barcelona.[29]
- 1277. Primera mención de la Puerta Ferrada del monasterio de Sant Feliu de Guíxols.[30]
- 1383. Francesc Eiximenis, en el Duodécimo del Crestià, decía: “La porta del camp sie rexada e stigua en bons golfs de ferre” (Capítulo CCCXXV. Cóm deu de esser fet lo camp).
- 1445-1448. En la obra Curial e Güelfa, un Curial enamorado es descrito “llorando y con las rodillas metidas al quicio de la puerta del cuarto de la Güelfa”. Una exageración que permite deducir uno de los sistemas de giro de una puerta de la época.[31]
- 1464. Crema de la puerta principal de un castillo al Tirante el Blanco.[32]
- 1540. Descripción de las puertas de la fortaleza de Mahdia (antiguamente llamada ciudad de África).[33]
- 1575. Onofre Pozo Bodegas en el diccionario catalán–latín Thesaurus puerilis, incluyó los términos "quicio" y "golfo".[34]
- 1586. Alepo. Trece puertas.[35]
- 1588. Descripción y uso de un petardo para reventar puertas de muralla.[36]
- 1633. La puerta de la Kaaba fue transportada desde Constantinopla.[37]
- 1673. En los contratos de Josep de la Concepción para la construcción de una casa hay detalles sobre la construcción de las puertas.[38][39]
- 1689. Curiosiora te selectiora variarum scientiarum miscellanea. DISSERTATIO NONA: POLEMICA. Márton Szentiványi (Martino Szent-Jvanyi).[40]
  - La obra anterior trata sobre varios temas militares. También sobre las puertas de fortificación.
- 1828. Descripción de las murallas, torres y puertas de Constantinopla.[41]
- 1831. Augustin Calmet y Henri François de Vence. Sagrada Biblia: en latín y español, cono notas literales, críticas é históricas, prefacios y disertaciones.[42]
  - La obra anterior explica la forma de cerrar y abrir las puertas antiguas y varios tipos de claves.
- 1840. Pruebas hechas en Canadá de reventar puertas reforzadas, mediante un saco de pólvora.[43]
- 1849. Descripción de la Puerta Férrea del palacio de Dioclecià a Spalato.[44]
- 1854-1868.Eugène Viollet-le-Duc. En el Dictionnaire raisonné de l'architecture française du XIe ave XVIe siècle, en el artículo "Duc", hay mucha información sobre "puertas fortificadas" y "complementos". Los detalles sobre los elementos de cierre son escasos.
  - Dictionnaire raisonné del architecture française du XIe ave XVIe siècle, par Eugène Viollet-le-Duc, 1856 (francés)

### Primera Guerra Mundial y Segunda Guerra Mundial
De este largo periodo hay que considerar las puertas de los búnkeres.

### Época actual
- Puertas acorazadas de entidades bancarias
- Refugios nucleares
- Refugios militares especialmente reforzados contra ataques exteriores
- Puertas de "cuartos del pánico"
  - Film La habitación del pánico
- Puertas de vehículos acorazados